# Смихов
Сми́хов (чеш. Smíchov) — район в Праге, в части города Прага-5. Находится на левом берегу реки Влтава. На севере граничит с Малой Страной, на юге — с Глубочепами, на юго-западе — с Радлице, на западе — с Мотолом. На противоположном берегу реки находятся Нове Место, Вышеград и Подоли. К Смихову также относится большой влтавский остров Цисаржска лоука (напротив Вышеграда и Подоли). С 1838 года Смихов имел статус пригорода, в 1903—1921 годах считался самостоятельным городом.

## История
О территории современного Смихова летописи упоминают ещё до его возникновения. Збраславская летопись описывает пир на коронации Вацлава II в 1297 году, который проходил именно здесь. Во второй половине XIV века землями Смихова владели несколько церковных организаций. В 1341 году здесь купил усадьбу Иоанн Люксембургский и основал картезианский монастырь с костелом. Также усадьбу в Смихове имел цистерцианский монастырь из Пласов. В это же время здесь начали возникать виноградники и плантации хмеля.
Возникновение названия Смихов сейчас уже нельзя достоверно объяснить. По одной из легенд, земельный участок купил Ян Смиховский, по имени которого и назвали место. Правдоподобным является и объяснение, согласно которому название возникло во времена Карла IV. В 1386 году произошло разграничение местных земельных участков и возникло поселение, в которое потянулись люди из разных мест и таким образом получилось смешение. Название Смихов впервые упоминается в 1402 году.
Во время гуситской революции картезианский монастырь был сожжён, церковное имущество конфисковано, а виноградники проданы пражским горожанам. Решением короля Владислава II в 1497 году часть церковного имущества возвращена, однако большая часть земли осталась в собственности Старого города, который владел землей до 1622 года, когда Смихов «за 700 корзин овса» получил граф Павел Михна из Вацинова. Старый город, который должен был снабжать овсом королевский двор, не смог собрать достаточного количества и взял овёс в залог у главного управляющего военных складов Михны из Вацинова (который взял его из королевских резервов) и за дополнительный корм (за двойную по сравнению с обычной цену) отдали в залог весь Смихов. Когда же впоследствии долг хотели вернуть, Михна отказался и в ходе дальнейших переговоров возвращена была лишь малая часть овса. Смихов остался у Михны.
Тридцатилетняя война сильно опустошила Смихов, так что в середине XVII века здесь стоял единственный дом. Земли и оставшееся имущество в 1684 году купили Шварценберги. Благодаря удачному расположению рядом с Прагой дворянство стало основывать в Смихове летние дворцы и усадьбы. С середины XVIII века стали появляться различные мануфактуры и в 1816 году — ситценабивная фабрика. Впоследствии организовались химические производства, прядильная фабрика, типографии, производство оборудования для мельниц, сахарный завод и ряд других предприятий. В 1852 году Франтишек Рингхоффер на выкупленных участках основал свои производства, прежде всего, вагоностроительный завод (в дальнейшем трамвайный), впоследствии ставший самым крупным в Австро-Венгрии и независимой Чехословакии в своей отрасли, а также чугунолитейный и завод по производству паровых котлов. Настоящий промышленный и строительный бум начинается с 1862 года после строительства Чешской Западной железной дороги, связавшей Прагу с Пльзенем и Мюнхеном. В 1869 году была основана акционерная пивоваренная компания Staropramen, затем паровая мельница с хлебопекарней, шоколадно-кондитерская фабрика, завод по производству пожарного оборудования, спичечная фабрика и др. Промышленным Смихов оставался до конца XIX века, после чего стал становиться торговым.
Лишь 22 февраля 1903 года Смихов императорским решением получил статус города. 21 января 1904 года ему был присвоен городской знак, практически идентичный знаку, который использовался с 1849 года без государственного либо министерского одобрения. В 1907 году Смихов имел население более 53 тыс. жителей, что выводило его на третье место среди бывших пражских предместий (крупнее были только Жижков и Краловске-Винограды, в то время тоже города; население собственно Праги в ее административных границах составляло около 220 тыс.). Город имел довольно развитую инфраструктуру: в нем было 12 школ (в том числе 2 гимназии), школа-интернат для слабослышащих и глухонемых детей, промышленная школа, постоянный театр, летний театр, где давались цирковые представления, кинотеатры, ботанический сад, этнографический музей в летнем дворце Кинских, несколько библиотек, клубных зданий, крытый рынок; городская клиническая больница с инфекционным отделением; на прилегающем острове Цисаржска лоука находилось поле для конных соревнований, на котором в 1896 году было проведено первое пражское футбольное «дерби» между знаменитыми впоследствии командами «Спарта» и «Славия». Имелась собственная электростанция, телефонная станция, сеть водопровода с двумя насосными станциями, газовый завод с развитой сетью газоснабжения. В 1897 году от Смихова до Коширже была пущена вторая в Праге и ее предместьях линия электрического трамвая. Большинство улиц Смихова к 1900 году были замощены, некоторые получили асфальтовое покрытие, в это же время была укреплена и благоустроена набережная Влтавы.
В соответствии с законом о Большой Праге в 1922 году Смихов был присоединён к Большой Праге как часть нового городского округа Прага XVI.
Долгое время Смихов был преимущественно рабочим районом. Там размещались и размещаются довольно известные предприятия, такие как Staropramen и ЧКД-Татра (в 1990-х годах производство было перемещено в Зличин).

## Достопримечательности

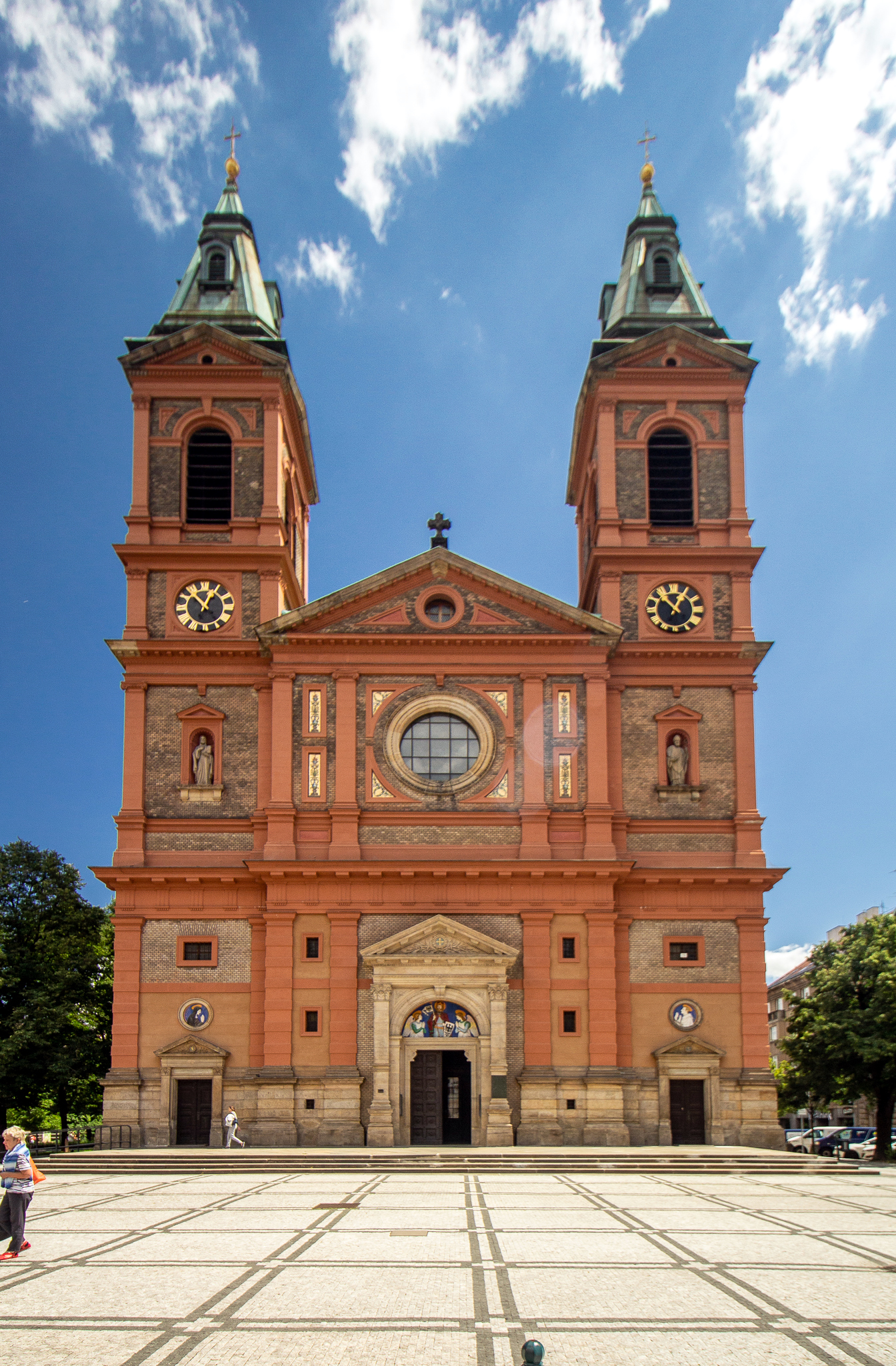
Новоренессансный костел св. Вацлава, построенный в 1881—1885 годах.

В Смихове находятся следующие достопримечательности
- Вилла Бертрамка, где в конце XVIII века у супругов Душковых побывал Вольфганг Амадей Моцарт
- парк Сакре-Кёр
- малый костел св. Михаила, перевезенный из Закарпатья
- Малостранское кладбище
- Смиховская синагога
- Парк Кинского
- кладбище Малвазинки.

## Интересные новостройки

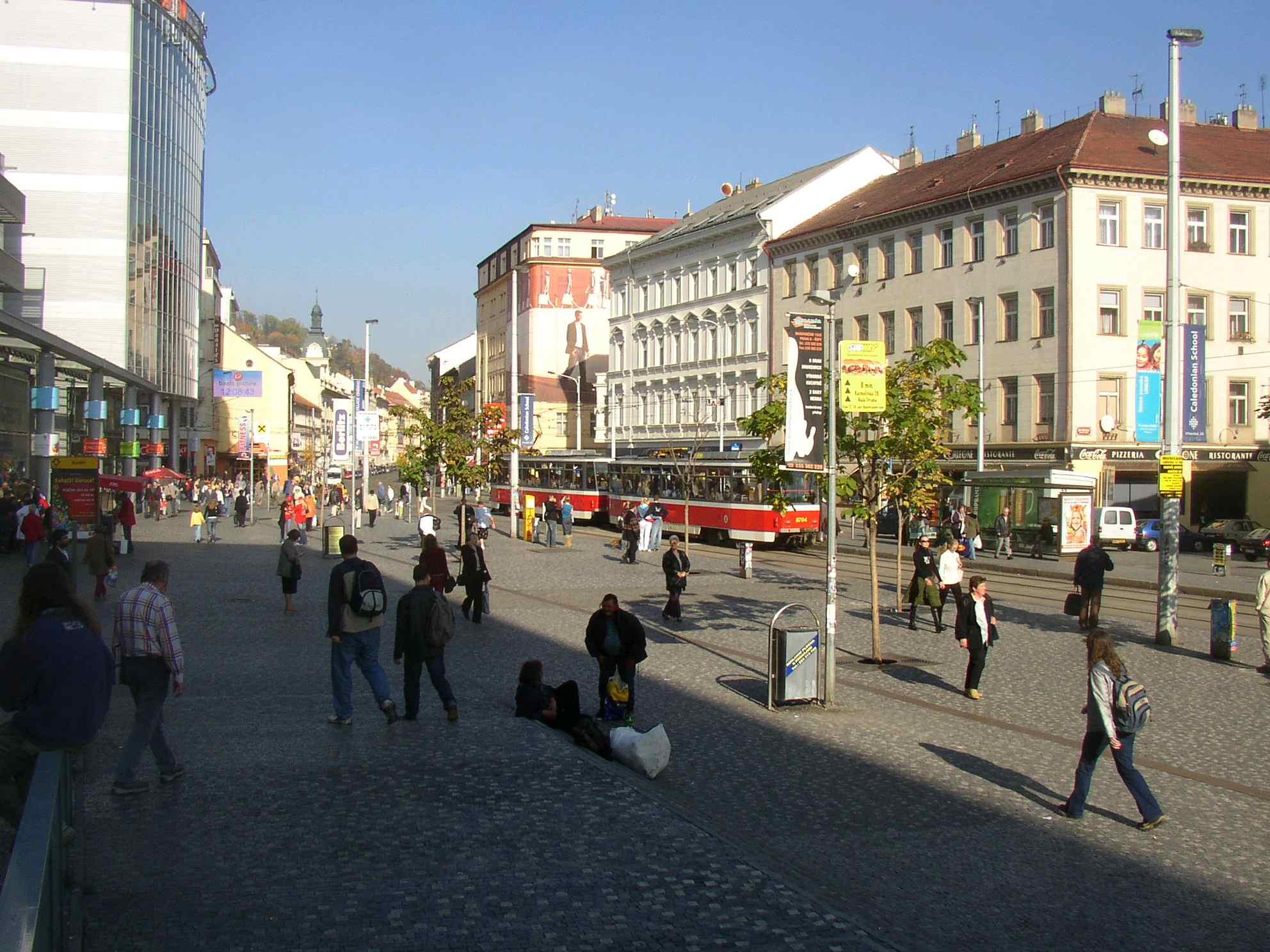
Перекрёсток у Андела, является центром Смихова

Торговый центр Новый Смихов был построен на месте бывшего завода ЧКД-Татра и строительных проездов метростроя.

## Транспорт
Лишь перед присоединением Смихова к Праге был построен один из главных ныне пражских вокзалов, сегодня называющийся вокзалом Прага-Смихов. Пешеходный переход над вокзалом и путями соединяет части Смихова, разделенные железной дорогой.
Небольшой автобусный вокзал находится недалеко от пивоварни Старопрамен на Книжеци улице. С этого вокзала ездят автобусы в южную и юго-западную Чехию (например, направления на Писек, Пршибрам, Бероун, Плзень, Рокицани, Страконице, Клатовы, Сушице, Домажлице и проч.). Пригородные автобусы отправляются от вокзала Прага-Смихов.
Городской транспорт в Смихове включает в себя две станции метро линии B — Смиховске надражи и Андел с двумя выходами — на перекрёсток у Андела и На Книжеци. На перекрёстке также находится пересечение трамвайных путей направлений Уезд—Андел—Глубочепы—эстакада на Баррандов (север—юг) и Пл. Палацкого—Андел—Плзеньска ул.—Котларжка—Ржепы (восток-запад). Всего на перекрестке Андел сходятся 10 трамвайных маршрутов. Смиховске надражи и последующая станция Лиховар являются центральными станциями автобусных маршрутов почти для всего юго-запада и части юго-востока (через Баррандовский мост) Праги.
Недалеко от Андела находятся также два соединяющихся автомобильных туннеля — Страговский туннель и туннель Мразовка.

## Известные уроженцы
- Милада Ежкова (1910—1994) — чешская и чехословацкая актриса кино и телевидения.
- Чузи, Виктор фон (1847—1924) — австрийский орнитолог, писатель.